# Иоанн (Сичевский)
Епи́скоп Иоа́нн (латыш. Bīskaps Jānis, в миру Влади́мир Па́влович Сиче́вский; род. 12 июля 1978, Валмиера, Валмиерский район) — архиерей Латвийской православной церкви Московского патриархата, епископ Елгавский (с 2016), викарий Рижской епархии.

## Биография
Родился 12 июля 1978 года в городе Валмиера, в Латвийской ССР и крещён в храме Преображения Господня в городе Лимбажи.

### Спортивная карьера
С 1986 по 1996 годы обучался в Лимбажской средней школе и после её окончания работал спортивным инструктором в педагогическом отделе управления спорта Министерства просвещения и науки Латвии.
С 1991—2004 годы входил в сборную Латвии по гребле на каноэ, был многократным победителем этапов Кубка мира, призёром чемпионата Европы по гребле на каноэ.
С 1996 года работал инструктором спортсменов в педагогическом отделе управления спорта Министерства просвещения и науки Латвии. В 2002—2003 годах работал в Олимпийском центре «Лимбажи».
В 2002 году окончил Латвийскую спортивную академию со степенью бакалавра, а в 2004 году получил степень магистра педагогических наук.

### Церковное служение
В 2001 году стал членом приходского совета храма Преображения Господня города Лимбажи, где также стал нести послушание пономаря. В 2002 году церковным советом храма Преображения Господня избран старостой. Возглавил ремонтно-реставрационные работы в храме.
С 2002 года обучался в Рижской духовной семинарии.
В 2004 году принимал активное участие в подготовке встречи в Риге Тихвинской Чудотворной иконы Пресвятой Богородицы и мощей святых преподобномучениц Елизаветы и Варвары.
5 февраля 2006 года в кафедральном соборе Рождества Христова города Риги митрополитом Рижским и всея Латвии Александром (Кудряшовым) был хиротонисан во диакона.
26 марта того же года в Троицком кафедральном соборе состоялась его хиротония во пресвитера, совершённая митрополитом Александром.
8 мая 2006 года назначен штатным клириком Троицкого Задвинского храма города Риги.
6 июня 2006 года назначен настоятелем храмов Преображения Господня в городе Лимбажи, Рождества Христова в городе Алоя, Успения Пресвятой Богородицы в посёлке Поциемс; поручено окормление храмов св. Иоанна Крестителя в посёлке Ледурга и Вознесения Господня в посёлке Мали.
В 2006 году участвовал в подготовке визита в Латвийскую Республику Патриарха Московского и всея Руси Алексия II.
17 марта 2007 года в храме преподобного Иоанна списателя Лествицы в Спасо-Преображенской пустыни, под Елгавой епископом Даугавпилсским Александром (Матрёниным) был пострижен в монашество с наречением имени Иоанн в честь священномученика Иоанна Рижского.
В 2007 году принимал активное участие в подготовке встречи в Риге мощей святого благоверного князя Александра Невского.
В июне 2008 года окончил Рижскую духовную семинарию. На выпускном акте от лица выпускников поблагодарил Ректора Митрополита Александра, Епископа Даугавпилсского Александра и преподавателей семинарии.
В 2008 году принимал активное участие в подготовке встречи в Риге мощей святого Апостола Христова Андрея Первозванного.
29 августа 2008 года назначен помощником проректора Рижской духовной семинарии и по благословению правящего архиерея представлял Латвийскую православную церковь в государственных структурах, структурах самоуправления и общественных структурах.
15 декабря 2008 года назначен настоятелем храма св. блгв. князя Александро-Невского храма города Риги и к празднику Пасхи 2009 года возведён в сан игумена (возведение совершил митрополит Рижский Александр (Кудряшов) 24 апреля, в пятницу Светлой седмицы, в день празднования иконы Божией Матери именуемой «Живоносный Источник»).
С 27 по 29 января 2009 года был участником Поместного Собора Русской православной церкви.
31 мая 2010 года на пастырском собрании клира Латвийской Православной Церкви Московского Патриархата назначен секретарём Синода Латвийской православной церкви.
В 2010 году поступил в докторантуру педагогического факультета Латвийского государственного университета.
19 июня 2012 года назначен настоятелем собора святых Симеона Богоприимца и Анны Пророчицы города Елгавы.

### Архиерейство
19 марта 2014 года Священный Синод РПЦ утвердил избрание, состоявшееся 11 октября 2013 года на Синоде Латвийской православной церкви, игумена Иоанна викарием Рижской епархии с титулом епископ Елгавский.
23 марта 2014 года, в 3-ю неделю Великого поста, Крестопоклонную, Митрополит Рижский и всея Латвии Александр (Кудряшов), за Божественной литургией в кафедральном соборе Рождества Христова города Риги возвёл игумена Иоанна в достоинство архимандрита.
24 марта 2016 года в Тронном зале Храма Христа Спасителя в Москве состоялось наречение архимандрита Иоанна во епископа Елгавского, викария Рижской епархии.
27 марта 2016 года в храме Всемилостивого Спаса в Митине города Москвы был хиротонисан во епископа Елгавского. Хиротонию совершили: патриарх Московский и всея Руси Кирилл, митрополит Волоколамский Иларион (Алфеев), митрополит Рижский и всея Латвии Александр (Кудряшов), митрополит Рязанский и Михайловский Марк (Головков), епископ Даугавпилсский и Резекненский Александр (Матрёнин); епископ Солнечногорский Сергий (Чашин), епископ Подольский Тихон (Зайцев); епископ Нарвский и Причудский Лазарь (Гуркин); епископ Бронницкий Парамон (Голубка).